# Chocolate branco

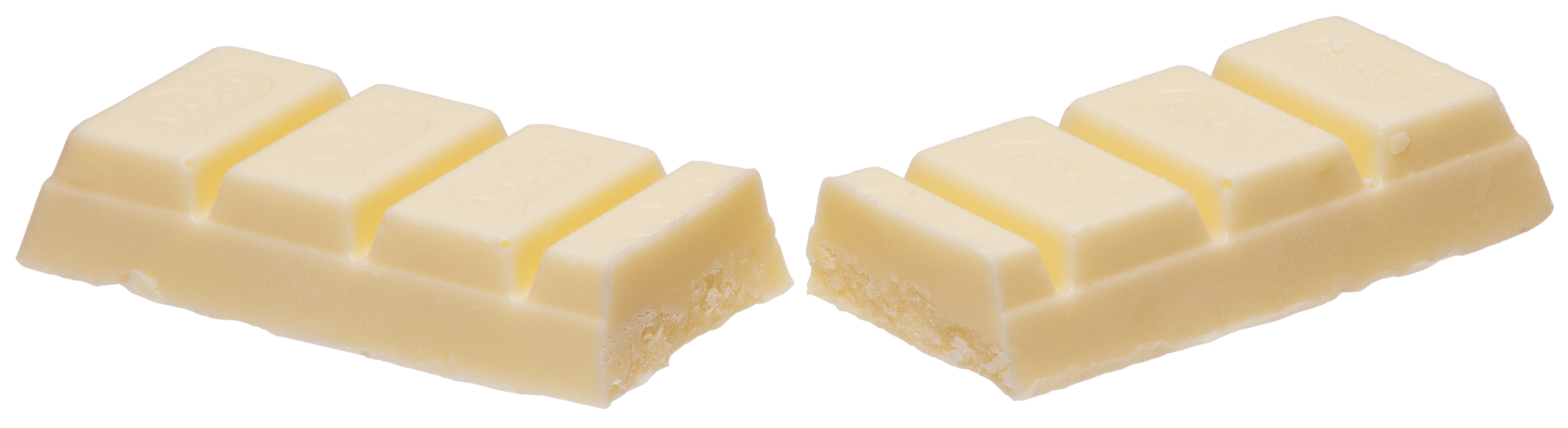
Chocolate branco.

O chocolate branco é um confeito à base de manteiga de cacau, açúcar, essência de baunilha e outros ingredientes (conforme a receita de cada fabricante).

## História
A origem exata do chocolate branco é contestada por algumas partes, pois existem relatos de que um norte-americano de New Hampshire arriscou-se a fabricar o confeito após ter observado o produto na Europa logo depois da Primeira Guerra Mundial. Por outro lado, a Walter Baker & Company (indústria norte-americana da área alimentícia) publicou uma receita de “tabletes de baunilha” em 1913. Alguns anos depois, esta receita foi rebatizada de “chocolate branco”. Já a empresa Nestlé afirma ter fabricado as primeiras barras do chocolate em sua fábrica na Europa, na década de 1930.